# 小西音松
小西 音松（こにし おとまつ、1915年9月7日 - 2002年4月16日）は、ヤクザ、指定暴力団・五代目山口組顧問、小西一家初代総長。
1915年9月に神戸市長田区で生まれた。 実兄の小西豊勝が小西組を結成すると、それに伴って組員になった。 戦後、神戸で勢力を拡大させたのに伴い、1954年に三代目山口組組長・田岡一雄の直系若衆となり小西組を継承した。
直参になってから山口組全国侵攻の先兵となり、北陸、山陰、四国、九州に進出、現地組織を吸収するなどして勢力を拡大した。 1960年代中頃には、山口組内でも菅谷組（組長・菅谷政雄）、地道組（組長・地道行雄）、柳川組（組長・柳川次郎）と並ぶ大きな力を持つに至り、この頃に組の名称も「小西一家」に改称した。
1961年1月、街頭賭博師・某に和歌山支部を設けさせる。
1962年7月鳥取市の竹沢一家幹部小田丞（後本家直参）に鳥取支部小田組を作らせた。是により本多会系平田会鳥取支部と抗争に。9月、本多会北陸支部に加入していた中沢組四代目実子分・飯村昭二を傘下に迎えて、小西一家北陸総連合支部長に任じた。
1963年8月伊勢市の野崎組（後本家直参）を小西一家伊勢支部とし、鳥羽市には鳥羽支部を設けた。12月、大津支部、翌年には草津支部、八日市支部を設けた。
1960年代前半に奈良では大和神風会、森本組、菅野組、柏原組を結成させる。また山口組で九州に最も早く侵攻したのも実兄小西豊勝の小西組であり石井一郎もその組員であった。当時は構成員1500名と云われた。
小西一家は、本来神農（的屋）系であり、地方の庭場を持つ弱小の的屋を強引に傘下に収めて胴体を大きくしていった。一家の形態を有する博徒ではないため冥加金の形式ではなく「義理」と呼ばれる相互扶助の奉加帳システムを転用して団体の運営資金としていた、と週刊誌に報道されている。作家の猪野健治は（山口組が解散した場合に最も影響がある団体と暗喩した上で）、第一次頂上作戦に際しては山口組解散に強硬に反対し組の存続に奔走した、としている。頂上作戦以降その貢献を評価され、1974年に若頭補佐の要職に就任した。
若頭補佐からは一旦退いたものの、田岡亡き後、竹中正久率いる四代目体制が発足すると舎弟に直って舎弟頭補佐として執行部に復帰、五代目・渡辺芳則の時代には顧問を務めるなど、山口組3代の長きに渡り山口組の最高幹部として組を支えた。また、英 五郎（英組組長）をはじめ多くの直参も育て、山口組の基礎を作った大功労者となった。
2002年4月、神戸で死亡。死因は心不全。享年86。